# Age of Wonders: Planetfall
Age of Wonders: Planetfall — це глобальна покрокова стратегічна відеогра, розроблена Triumph Studios і видана Paradox Interactive для Microsoft Windows, PlayStation 4 та Xbox One 6 серпня 2019 року. На відміну від інших ігор серії Age of Wonders, Planetfall має науково-фантастичну тематику. Підзаголовок Planetfall означає «висадка на планету», «приземлення».

## Ігровий процес

Місто та армія Амазонок

### Основи
Planetfall використовує основи ігрового процесу Age of Wonders III. Гравець виступає в ролі очільника обраної фракції, мета — привести її до перемоги на планеті, для чого слід розбудовувати міста, збирати ресурси, воювати, займатися дипломатією та проводити дослідження нових технологій. На початку обираються стартові умови, планета та командир. При кожній новій кампанії генерується нова планета, проте можна налаштувати її параметри. За свій крок кожен учасники гри може виконати обмежену кількість дій, як-от будівництво споруд або переміщення військ. Перемогти можна, уклавши альянс з усіма сусідами, знищивши їх, захопивши певний відсоток території світу, виконавши особливу спецоперацію, або набравши найбільшу кількість очок за свої успіхи до настання вказаного кроку.
В режимі кампанії пропонується виконувати низку сюжетних завдань за різних героїв на різних планетах. У звичайній грі — змагатися проти штучного інтелекту чи інших гравців на планеті з обраними правилами. В режимі Галактичних імперій належить встановлювати владу над багатьма планетами, отримуючи за це бонуси.
Територія планети поділяється на сектори, кожен з яких має два біоми, а вони в свою чергу на шестикутні клітинки. В секторах розташовані споруди, що дають бонуси своїм власникам: добувають ресурси, збільшують оборону, посилюють війська тощо. В секторі можна збудувати місто, аванпост або приєднати його до володінь найближчого міста. Нові міста засновуються колоністами, тоді як аванпости здатні створити будь-які війська. Аванпост автоматично продукує війська в разі нападу ворогів на сектор, а після приєднання сектора до міста також посилює ефекти від місцевих споруд. На карті трапляються нейтральні сили, такі як дикі тварини чи угрупування жителів. Вони можуть охороняти ресурси, споруди, або давати завдання, за виконання яких винагородять гравця.
У цій грі є стратегічні ресурси: енергія, косміт, вплив і знання. Енергія потрібна для створення й утримання юнітів, придбання оснащення, миттєвого завершення виробництва в містах і виконання спецоперацый. Косміт необхідний для придбання чи створення високотехнологічного оснащення та військ. Вплив витрачається на дипломатичні дії, такі як укладення угоди, оголошення війни чи придбання найманців. Знання визначає як швидко здійснюються дослідження, поділені на дві гілки: військову та суспільну.
Населення має параметр підтримки, від якого залежить продуктивність в містах і ефективність на полі бою. Якщо населенню бракує їжі, воно живе в непідхожому кліматі тощо, то підтримка зменшується, а вразливість до ворожих спецоперацій зростає. В міст також є параметри продукування їжі, енергії, знання, косміту, впливу та виробництва. Їжа потрібна для підтримання та зростання населення. Виробництво визначає як швидко в місті створюватимуться споруди, юніти та виконуватимуться спеціальні проєкти.
У цій грі є спецоперації, що поділяються на тактичні та стратегічні. Тактичні (такі як авіаудар) задіюються на полі бою, а стратегічні (призов підкріплення, посилення економіки, шпигунство і контррозвідка) — на глобальній карті. Для підготовки спецоперації потрібен певний час, ресурси та очки операцій. Кожна фракція має особливу спецоперацію, виконання якої приводить до перемоги.
Коли стикаються дві армії, дія переноситься на окреме поле бою, поділене на шестикутники. Армії, що перебувають поблизу, опиняються на полі бою як підкріплення. Юніти ходять по черзі, при цьому кожен має три очка дії на свій крок. Витративши всі, юніт здатен рухатися далі, але тоді не зможе атакувати; або може лишитися на місці чи подолати малу відстань, щоб виконати дві або три атаки поспіль. Атаки ззаду чи з флангів завдають більше шкоди. Юніти мають запас здоров'я, броню, точність та різні типи атаки. Крім того, їм можна видати різне оснащення, щоб змінити їхні параметри. Можна зберігати шаблони оснащення і потім створювати за ними нових юнітів. Перемагаючи, юніти набирають досвід, що вдосконалює їхні параметри.

### Герої
Особливі юніти, звані героями, не тільки самі беруть участь у боях, а й надають бонуси всій армії. Набираючи в боях досвід, вони отримують очки вдосконалень, які вкладаються в нові здібності. Герої крім трьох слотів оснащення мають два для зброї чи транспорту. Так, вони можуть брати різну зброю для різних завдань, керувати танком чи літаком. За вивчення відповідної спецоперації полеглих героїв можна воскресити (в кампаніях сюжетно важливі герої воскрешаються автоматично). В режимі Галактичних імперій декілька героїв обираються в Зал героїв і починають наступні місії вже з певним досвідом, рівень якого відповідає кількості планет в імперії.
Герої поділяють на класи, відповідно до секретної технології. Ця технологія дозволяє користуватися особливою зброєю, наймати спеціальних юнітів і користуватися переможною спецоперацією. Ця спецоперація, що запускає пристрій Судного дня, вимагає значної витрати ресурсів і готується одночасно в кількох містах упродовж 10 кроків. Якщо принаймні одне з міст буде захоплене, спецоперація призупиняється, а його розорення скасовує її. В грі є такі секретні технології:
- Пустотні технології (англ. Voidtech) — з нею герой може телепортувати армії, користується електричною та вогнепальною зброєю. Пристрій Судного дня — Вимірний каскад, що створює прохід до інших світів.
- Синтез (англ. Synthesis) — дозволяє створювати та посилювати роботів, а герой також може зламувати ворожі машини, користується електричною та вогнепальною зброєю. Пристрій Судного дня — Сингулярність, що об'єднує всіх жителів планети в єдину мережу під керуванням штучного інтелекту.
- Псі-тінь (англ. Psynumbra) — з нею герой перехоплює контроль над ворогами, може залякувати та знешкоджувати їх, користується псіонічною зброєю. Пристрій Судного дня — Вічне забуття, що покриває планету атмосферою відчаю.
- Ксеночума (англ. Xenoplague) — надає доступ до мутантів, посилює та лікує війська, герой користується біологічною та вогнепальною зброєю. Пристрій Судного дня — Омега-пробудження, що запускає вірус, який знищує все життя на планеті.
- Прометеанство (англ. Promethean) — використовує запалювальні речовини, герой користується тепловою та вогнепальною зброєю. Пристрій Судного дня — Планетарне очищення, що випалює поверхню планети.
- Зоряна (англ. Celestian) — з нею герой наймає в армію міжзоряних істот, користується псіонічною й тепловою зброєю. Пристрій Судного дня — Останнє одкровення, що робить всіх жителів планети послідовниками єдиного вчення.
- Спадкоємець (англ. Heritor) — дозволяє поглинати сутність ворогів (їхнє здоров'я) для посилення союзників, призову підкріплень і атак. Герой користується етропійною зброєю. Пристрій Судного дня — Остаточне вознесіння, що переселяє свідомість давно померлої династії Спадкоємців у тіла жителів планети. Додана в DLC[6].

### Фракції
- Авангард (англ. Vanguard) — залишки Зоряного Союзу, військова експедиція людей, зореліт якої дрейфував у космосі 200 років, переживши розпад Зоряного Союзу. Користуються лазерною та вогнепальною зброєю, передусім на далеких дистанціях, вразливі в ближньому бою. За допомогою спеціальних юнітів і спецоперацій можуть розгортати на полі бою дронів і турелі. Починають гру з досвідченими військами та можуть здійснювати пропаганду, що сприяє приєднанню малих фракцій і ворожих міст.
- Амазонки (англ. Amazons) — нащадки колоністів, що тераформували планети для Зоряного Союзу. Віддають перевагу лісовим біомам, при битвах на яких мають підвищений бойовий дух; здатні вирощувати нові ліси. Користуються біологічною та лазерною зброєю, в їхній армії багато біоінженерних юнітів. Починають гру з підконтрольною твариною в армії. При вбивстві тварин отримують їжу. До амазонок належать виключно жінки.
- Об'єднання (англ. Assembly) — спадкоємці вчених Зоряного Союзу, що об'єдналися зі своїми піддослідними, утворивши суспільство кіборгів. Об'єднання швидко розвиває науку та отримує додаткові ресурси після битв. Починають гру з додатковим запасом косміту. Користуються електричною та вогнепальною зброєю, при цьому самі стійкі до електрики. Можуть повертати частину втрачених військ у стрій, а вдосконалення юнітів встановлюються миттєво (інші фракції витрачають на це 1 крок).
- Двар (англ. Dvar) — кремезні карлики, вихідці з шахтарської планети. Використовують вибухівку та вогнепальну зброю. Починають гру з додатковим запасом енергії, мають потужне виробництво, а його пришвидшення коштує менше енергії, ніж в інших фракцій. Здатні руйнувати гори, щоб отримати придатні для освоєння території, та створювати нові гори.
- Кір'Ко (англ. Kir'Ko) — раса розумних комах, наділена псіонічними здібностями. Раніше були рабами Союзу, але після його розпаду вибороли свободу. Використовують біологічну та псіонічну зброю, передусім ближнього бою. Населення швидко зростає, а війська ефективно лікуються, коли скупчені; у їхніх армія може перебувати більше юнітів. Починають гру з додатковими військами, а утримання низькорівневих армій коштує менше, ніж в інших фракцій.
- Синдикат (англ. Syndicate) — об'єднання декількох торгових домів, які спираються на дипломатію і приховані операції, оскільки за Зоряного Союзу Синдикат був змушений вести бізнес таємно. Використовують електричну та псіонічну зброю. Починають гру з додатковим впливом і мають додатковий слот для доктрин.
- Шакарни (англ. Shakarn) — раса рептилоїдів, що використовують шпигунство та голографічні ілюзії. В минулому були змушені припинити експансію після зіткнення із Зоряним Союзом, з розпадом якого повернулися до колишніх завойовницьких планів. Використовують звукову та лазерну зброю, здатні створювати голографічні ілюзії для приховування союзників і відволікання ворогів. Вивчають власні технології швидше, а крім того викрадати чужі. Починають гру, маючи технології освоєння водних просторів, можуть здійснювати пропаганду. Додані в DLC.
- Зв'язані присягою (англ. The Oathbound) — нагадують лицарські ордени, складаються з паладинів, що пілотують мехів під наглядом провидців. Їхні війська мають великий запас здоров'я і броні. Використовують електричну зброю та ентропійні технології, що посилюють союзників і ослаблюють ворогів. Починають гру з додатковим впливом і високою репутацією. Можуть ставити героїв намісниками в містах, що посилює їхню економіку. Додані в DLC[7].

## Розробка
Age of Wonders: Planetfall розробляла нідерландська студія Triumph Studios, куплена в 2017 році Paradox Interactive, видавцем відеоігор. Розробка почалася в середині 2015 року. Серія Age of Wonders, розроблювана Triumph Studios, досі була виконана на тематику фентезі. При розробці ж Age of Wonders: Planetfall творці вирішили поекспериментувати й адаптувати її механіки для науково-фантастичної гри. Розробники прагнули уникнути повторення ситуації з Age of Wonders III, коли кожна фракція мала бойові одиниці однакового спрямування, тому в новій грі кожен юніт повинен був отримати власний «трюк». Низку елементів дизайну було взято з Civilization: Beyond Earth, Sid Meier's Alpha Centauri, Sword of the Stars та Sins of a Solar Empire, а також «Зоряних воєн» і «Гіперіона».
Анонс гри відбувся 19 травня 2018 року, а реліз — 6 серпня 2019 року для Microsoft Windows, PlayStation 4 і Xbox One. Оновлення гри називалися на честь різних динозаврів. Так, 8 серпня вийшло оновлення Velociraptor, що виправило головні помилки.
Velociraptor 2, видане 15 серпня, дозволило обирати кількість автоматичних збережень прогресу в межах від 1 до 100, виправило ще помилок, уточнило баланс юнітів, а також розширило можливості модингу.
Ankylosaurus вийшло 5 вересня, з яким заснування нових міст стало коштувати менше на початку гри, але дорожчає з кожним новим містом. Крім виправлення решти помилок, оновлення дозволило зберігати налаштування планет для інших сценаріїв з тими ж умовами, та виганяти неактивних гравців з багатокористувацької гри.
Оновлення Tyrannosaurus 17 лютого 2020 року додало в гру менш навантажену деталями статистику міст, зрозуміліші підказки. Сектори тепер могли бути зі старту вищого рівня розвитку. Було виправлено ситуацію, коли розвинені міста приносять дуже багато ресурсів, роблячи нові міста марними. З оновленням бонуси від нових міст стали суттєвішими. Ландшафт став впливати на економіку, наприклад, гористі місцевості сприяють виробництву й добуванню енергії, а штрафи до руху по них стало можливо скасувати за вивчення відповідної технології. Крім того певні ландшафти почали пришвидшувати лікування юнітів або збільшувати прихильність населення. Вісім технологій було усунено з гри, а деякі переміщено далі по дереву технологій.
Diplodocus, видане 26 травня 2020 разом з DLC Invasions, збільшило персоналізацію комп'ютерних супротивників і зробило їхню поведінку детальнішою. Було вдосконалено баланс і створено додаткові карти для водних тактичних боїв.
Оновлення Triceratops, видане 10 листопада разом з DLC Star Kings додало режим Галактичних імперій. Міста стало можливо розбудовувати понад ліміт, що збільшує притік ресурсів, але забирає бонуси сектора. Також з'явилася фінальна технологія, яку можна досліджувати багато разів, і щоразу вона дає випадковий бонус. В багатокористувацькій грі додалися функції чату перетворення голосу в текст і тексту в голос. Юніти отримали інформаційні іконки, що вказують під дією яких бонусів вони перебувають. Для автоматичних боїв додалася функція застосування тактичних спецоперацій.

## Завантажувані доповнення
- Revelations — видане 19 листопада 2019 року, додає секретну технологію Спадкоємців і малу фракцію Забутих (відступники Спадкоємців). Було додано також «аномальні місця», де охороняються скарби, та низку додаткових об'єктів і нейтральних юнітів. Базова гра з виходом доповнення розширилася можливістю захоплювати оборонні споруди та перекидати юнітів між містами, або ж посилювати економіку міст, в яких збудовано космопорти[18].
- Invasions — видане 26 травня 2020 року, додає фракцію шакарнів і малу фракцію гібридів теріанів. На пізніх етапах гри відбувається вторгнення істот з іншого виміру пустоносців (Voidbringers), яких можна подолати, знищивши маяки прибуття, чи приєднатися до загарбників. Періодично стали відбуватися світові події, такі як піратські бунти, землетруси чи сонячні спалахи. Крім того було додано режим «Підкорені світи», де один гравець керує імперією, а інші повинні діяти спільно, щоб перемогти його державу[19].
- Star Kings — видане 10 листопада 2020 року, додає фракцію Зв'язаних присягою та Граалі — реліквії, які в міру виконання пов'язаних з ними завдань надають все більше бонусів власникам. Також було додано три малі фракції з особливими механіками[20].

## Оцінки й відгуки
| Агрегатор  | Оцінка                                                  |
| ---------- | ------------------------------------------------------- |
| Metacritic | 81/100 (Windows) 78/100 (PlayStation) 85/100 (Xbox One) |

| Видання        | Оцінка |
| -------------- | ------ |
| GameSpot       | 7/10   |
| IGN            | 8.4/10 |
| PC Gamer (США) | 85/100 |

Age of Wonders: Planetfall зібрала на агрегаторі Metacritic середню оцінку 81/100 для Windows, 78/100 для PlayStation 4 та 85/100 для Xbox One. Запуск Planetfall у продаж став найкращим в усій серії Age of Wonders. Гра посіла 15-е місце з-поміж найкраще продаваних відеоігор серпня 2019 року.
Гайден Дінґмен з PC World відгукнувся, що Age of Wonders: Planetfall має хороший, як на стратегічну гру, сюжет, суттєво відмінні фракції, а тактичні бої доволі цікаві. Разом з тим гра напевне буде заскладна для нових гравців, дерева технологій надто розгалужені, а кампанії надмірно зосереджені на виконанні конкретного переліку завдань.
Згідно з Ентоні Марзано з Destructoid, «Загалом, Age of Wonders: Planetfall — це велика, амбіційна стратегічна гра, яка досягає успіху багато в чому, але коливається у своїх масштабах. Якщо ви можете впоратися з розмахом, варто її придбати і витратити на неї час, отримавши чудову „пісочницю“, в яку можна грати годинами. Новачки ж цього жанру можуть спробувати одну з попередніх ігор Age of Wonders, перш ніж дізнатись, чи варто їм справді занурюватися в це величезне підношення. Ті, хто це зроблять, не будуть розчаровані».
Ян Бордо з PC Gamer зазначив, що Age of Wonders: Planetfall нагадує Civilization і XCOM, але не повторює жодну з них. Особливу похвалу отримали деталізація карти та перебіг тактичних боїв. Водночас вказувалося, що гра дає багато пояснень як що в ній працює, але вони безсистемні і аби освоїти Planetfall, потрібно пройти декілька сценаріїв. «Age of Wonders: Planetfall пропонує не тільки приємну зміну декорацій із фентезійних пейзажів своїх попередниць, вона встигає барвисто і змістовно використовувати свою науково-фантастичну обстановку».
Леана Гафер з IGN зауважила, що гра вражаюча, злагоджена та зображає цікавий світ, про який хочеться дізнатися більше. При жвавих тактичних битвах, які розкривають унікальні риси кожної фракції, керування містами надто просте навіть на високих рівнях складності. Використання різних кольорів і об'єктів на карті створює цікаві, насичені світи. Поєднуючи фентезійні та науково-фантастичні деталі, гра робить юнітів цікавими й доречними в своїх фракціях. Крім того, музика чудово створює настрій небезпеки, досліджень і прагнення вперед, не зважаючи на занепад. Втім, після кількох сценаріїв гра стає повторюваною. Також зауважувалося, що нові технології не стільки посилюють юнітів, як розширюють їхній набір ролей, тому значущість прогресу відчувається слабше, ніж, наприклад в Civilization.